# Caravane (album)
Pour les articles homonymes, voir Caravane.
Albums de Raphael
La Réalité
(2003) Résistance à la nuit
(2006)
Singles
1. Caravane
Sortie : 17 mai 2005
2. Ne partons pas fâchés
Sortie : 3 octobre 2005
3. Et dans 150 ans
Sortie : 27 janvier 2006
4. Schengen
Sortie : 26 mai 2006

Caravane est le troisième album de Raphael. Édité par EMI France, il est sorti le 14 mars 2005 en France. L'album s'est écoulé à plus d'un million et demi d'exemplaires et a été certifié disque de diamant en France.
La chanson Funambule reprend la musique de Chanson pour Patrick Dewaere. Jean-Louis Aubert vient faire les chœurs de Ne partons pas fâchés.

## Liste des chansons
Toutes les chansons sont écrites et composées par Raphaël Haroche, sauf "Peut-être a-t-il rêvé ?" de Gérard Manset.
| 1.    | Caravane                     | 3:31 |
| 2.    | Ne partons pas fâchés        | 3:13 |
| 3.    | C'est bon aujourd'hui        | 2:07 |
| 4.    | Chanson pour Patrick Dewaere | 3:47 |
| 5.    | Et dans 150 ans              | 2:33 |
| 6.    | Les Petits Bateaux           | 3:24 |
| 7.    | La Route de nuit             | 3:00 |
| 8.    | Schengen                     | 3:13 |
| 9.    | Peut-être a-t-il rêvé ?      | 2:45 |
| 10.   | La Ballade du pauvre         | 3:37 |
| 11.   | Funambule (instrumental)     | 3:15 |
| 34:02 |                              |      |